# Kish Air Flight 7170
Kish Air Flight 7170 var ett internationellt reguljärt passagerarflyg som flögs av det iranska flygbolaget Kish Air från Kish till Sharja. På tisdagen den 10 februari 2004 havererade det Fokker 50-plan som flög rutten. Av de 46 personerna ombord överlevde endast tre olyckan, medan resterande 43 ombord omkom. I haverirapporten, skapad av Förenade Arabemiratens General Civil Aviation Authority, drogs slutsatsen att pilotfel var den huvudsakliga anledningen till olyckan.

## Händelseförlopp
Flight 7170 lyfte från Kishs flygplats mot Sharjas internationella flygplats med 40 passagerare och sex besättningsmän ombord. Vädret vid Sharjah flygplats var bra, med klar himmel och bra sikt. Under inflygningen mot Sharjah flygplats landningsbana 12 dök planet plötsligt och började rotera. Planet fortsatte att dyka och rotera tills piloterna tappade kontrollen av flygplanet helt och hållet. Planet kraschade slutligen på en tom tomt i ett bostadsområde, 4,8 km från flygplatsen. Av de 46 personerna ombord överlevde endast tre. Haveriet är, per 2022, den dödligaste flygolyckan med det nederländska planet Fokker 50 involverat.
Vid kraschen skedde en stor explosion. Elden som uppstod till följd av explosionen slukade det som fanns kvar av planets cockpitsektion. Elden spreds även till och förstörde passagerarkabinen. På grund av ett stort antal privatbilar och folk runt haveriområdet kunde räddningstjänst inte nå olycksplatsen förrän först 25 minuter efter olyckan. Den större delen av elden släcktes cirka 30 minuter efter kraschen men vraket fortsatte att pyra i ytterligare omkring en timme.
Initialt hittades fyra överlevare i flygplansvraket, men en av dessa avled i ambulansen på väg till sjukhuset. Ett vittne som var vid olycksplatsen kort efter kraschen hävdade att passagerarkabinen fortfarande var hel, och att han dessutom kunde höra folk ropa efter hjälp inifrån. Vittnet beskrev även hur försök att rädda dessa misslyckades, då framdörren på planet inte gick att öppna, och de öppna delarna av flygplanskroppen var ogenomträngliga på grund av eld. Elden spreds och intensifierades snabbt, vilket tvingade bort räddningspersonal från vraket.